# Валенсийска област
Вижте пояснителната страница за други значения на Валенсия.
Автономната област Валенсия (на испански: Comunidad Valenciana или Comunitat Valenciana) има три провинции: Кастельон, Валенсия и Аликанте. Тази крайбрежна автономна област е известна като Изтокът на Испания (El Levante espanol). Портокалите и паелята са се превърнали в символ на Валенсия. Столицата на тази автономна област-Валенсия е на трето място по икономическо значение в страната. През нощта на 19 март на празника Sant Josep в почти цялата област Валенсия се празнува Лес Файес (Les Falles, на испански: Las Fallas – Лас Фаяс) – зрелищно изгаряне на огромни фигури от лесно запалими материали, като картон, стиропор, дърво и др. които осмиват известни персонажи или са просто шега.
Официалните езици са два: кастилски и валенсиански.